# ニーナタワー

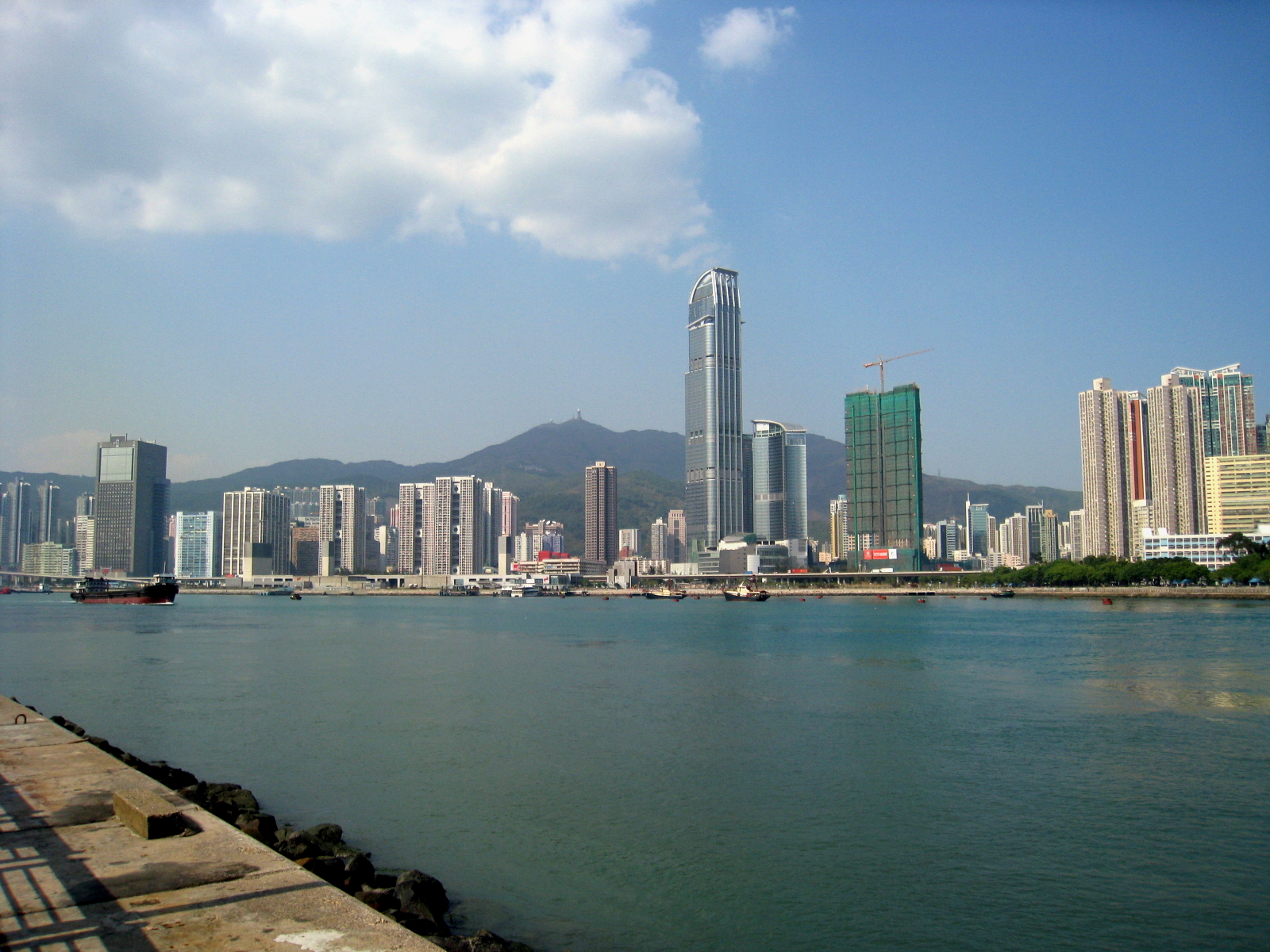
青衣島からの荃灣の街並みとニーナタワー

ニーナタワー（英語：Nina Tower、中国語：如心廣場）は、香港の新界（New Territories）地区、荃湾（Tsuen Wan）に位置する超高層ビル及び複合施設である。2009年12月現在香港では6番目、新界地区では最も高い建築である。

## 概要
ニーナタワーは新界地区の荃湾に建設されたツインタワーである。香港の総合企業である華懋集団（Chinachem Group：チャイナチェムグループ）により建設された。また施設名称の由来はかつて華懋集団の会長であった香港の女性実業家、龔如心（Nina Wang）にちなむ。
ニーナタワー1（如心広場第一座：Nina Tower One）は高さ318.8mで地上80階建て、ニーナタワー2（如心広場第二座：Nina Tower Two）は高さ163.7mで地上42階建てである。41階にはスカイデッキが設けられ、この階にタワー1とタワー2とを繋ぐ空中回廊が設置されている。
また周辺の荃湾区は香港島や九龍など中心街のベッドタウンでもあり、40階建て程度の超高層マンションの林立するこの地区において、さらに突出した高さを持つニーナタワーは付近のランドマークともなっている。
ニーナタワーは計画当初の1990年代、台湾（中華民国）の台北市信義区で2004年完成当時に世界最高層となった台北101を抜き、高さ520mの地上108階建てとなるよう企図されていた。しかし付近のランタオ島沖にある赤鱲角（Chek Lap Kok）島を造成して現在の香港国際空港が建設される事になり、ニーナタワーが航空運用の障害となるため、建物の高さを大幅に計画変更した経緯がある。
タワー2は2006年、タワー1は2007年に完成した。
主にテナントオフィスがタワー1の下層部に、ホテル（如心海景酒店：L'hotel Nina et Convention Centre Hong Kong）がタワー1上層部とタワー2に入居している。また低層部にはショッピングモールが整備され、荃湾西駅や萬景峯（Vision City）、ショッピングモールの荃新天地（Citywalk）など周辺の施設とはそれぞれペデストリアンデッキで繋がっている。

## 周辺施設
- 荃新天地（Citywalk）
- 湾景広場（Skyline Plaza）
- 海之恋商場（OP Mall）
- 荃湾運輸大楼
- 有線電視大楼（Cable TV Tower）

## 交通
- 香港MTR 屯馬線・荃湾西駅
- 香港MTR 荃湾線・荃湾駅
- その他バス（巴士）、ミニバス（小巴）など利用

## 画像

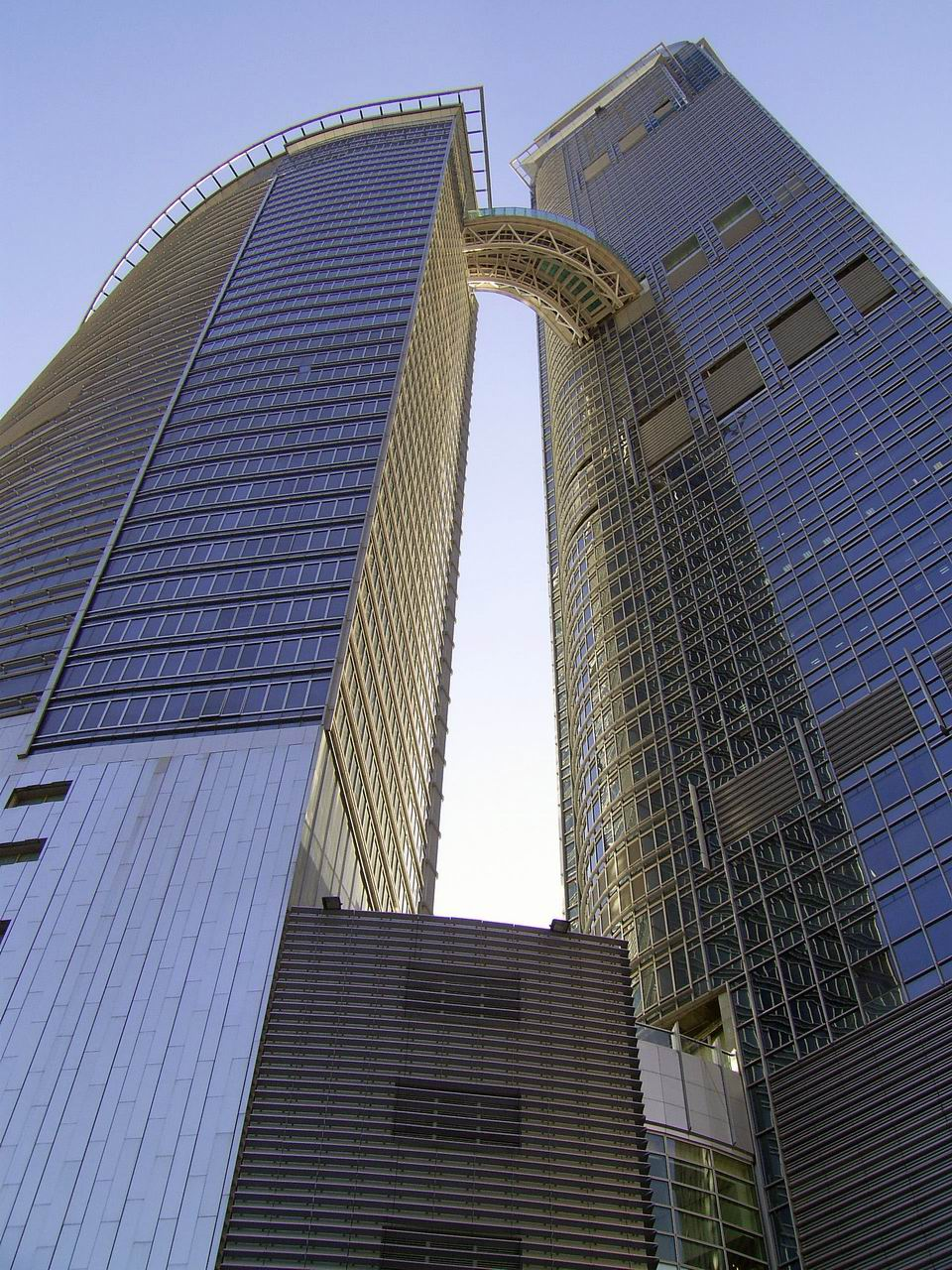
ニーナタワーの見上げ
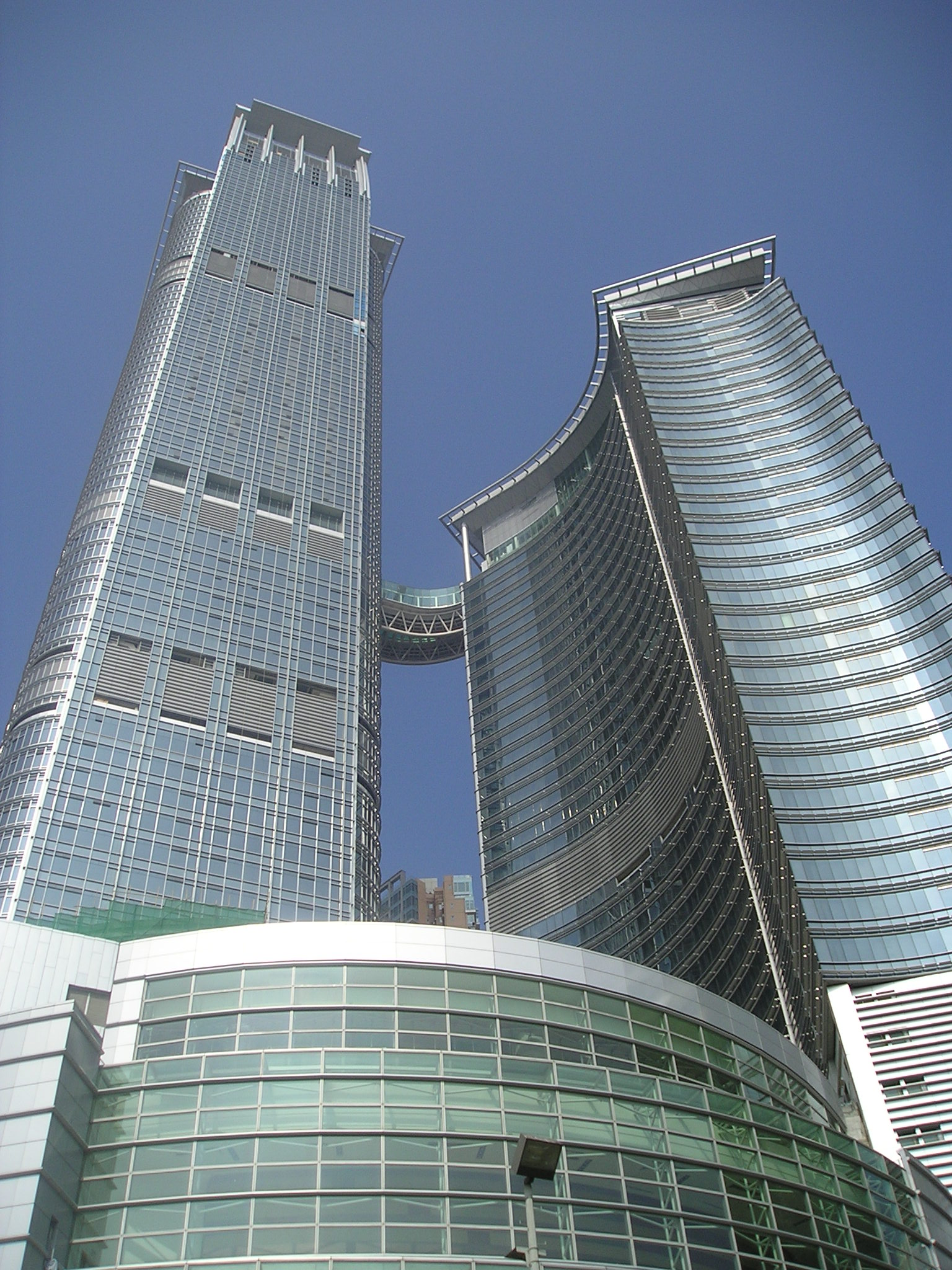
ニーナタワーの見上げ
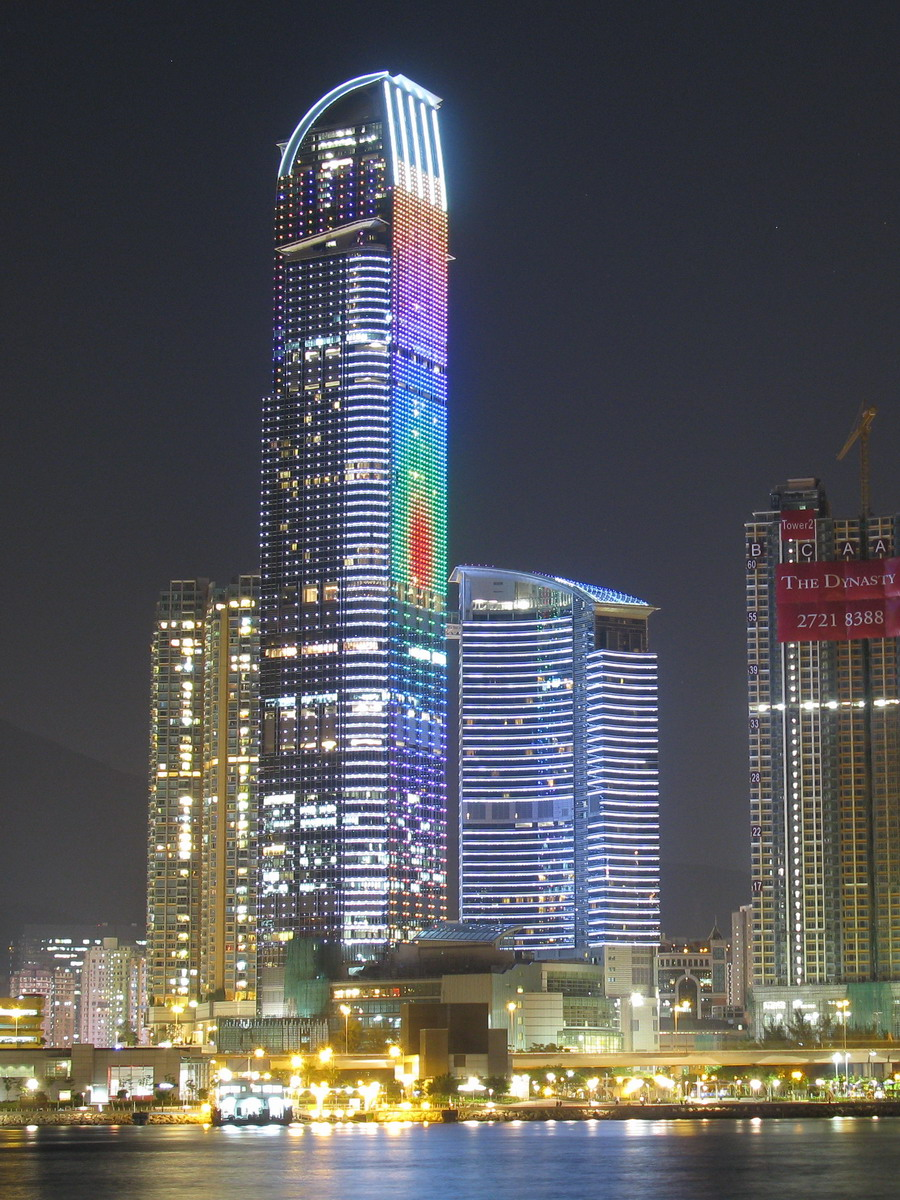
ニーナタワー夜景
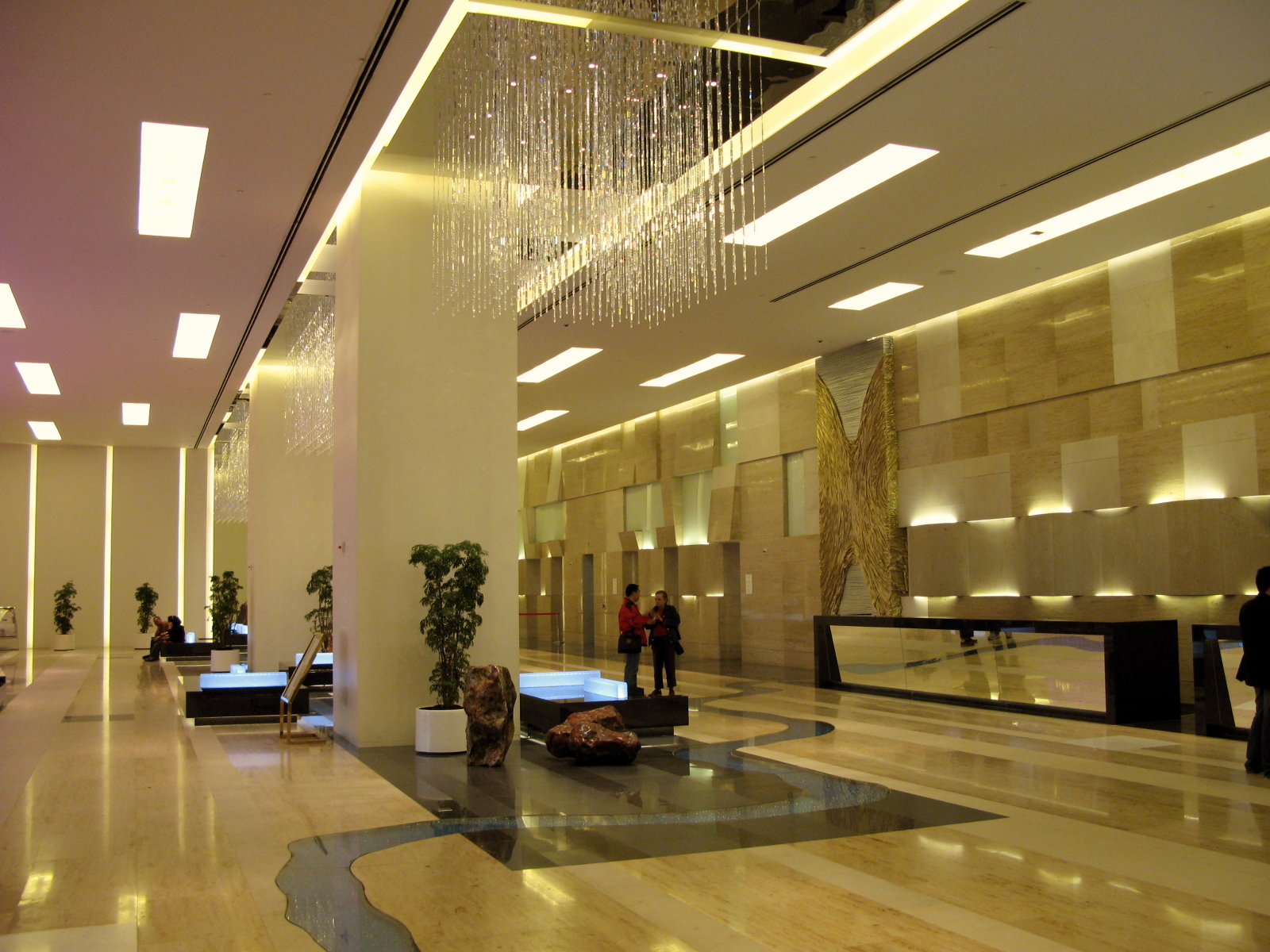
ホテルロビー
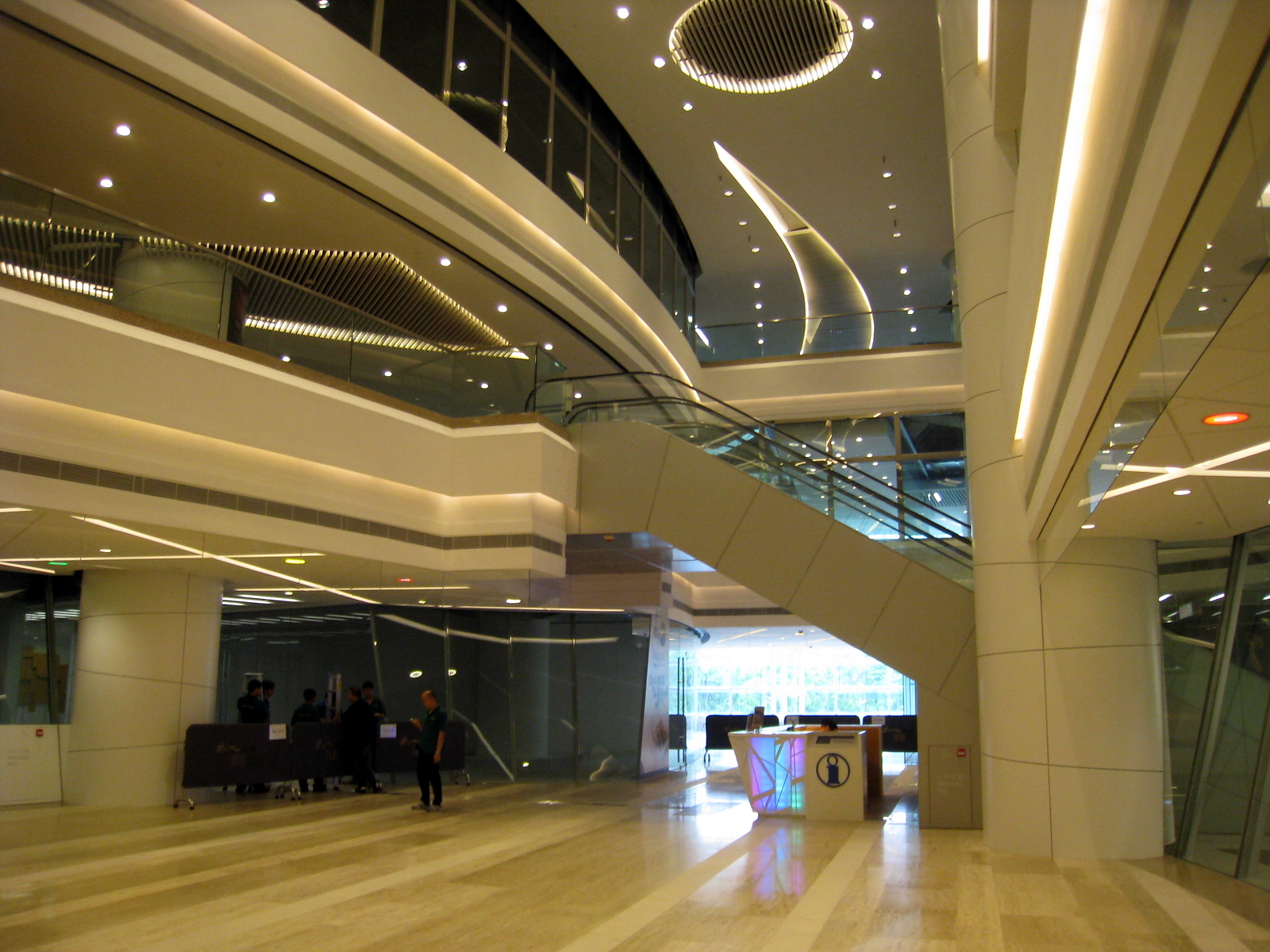
ショッピングモール
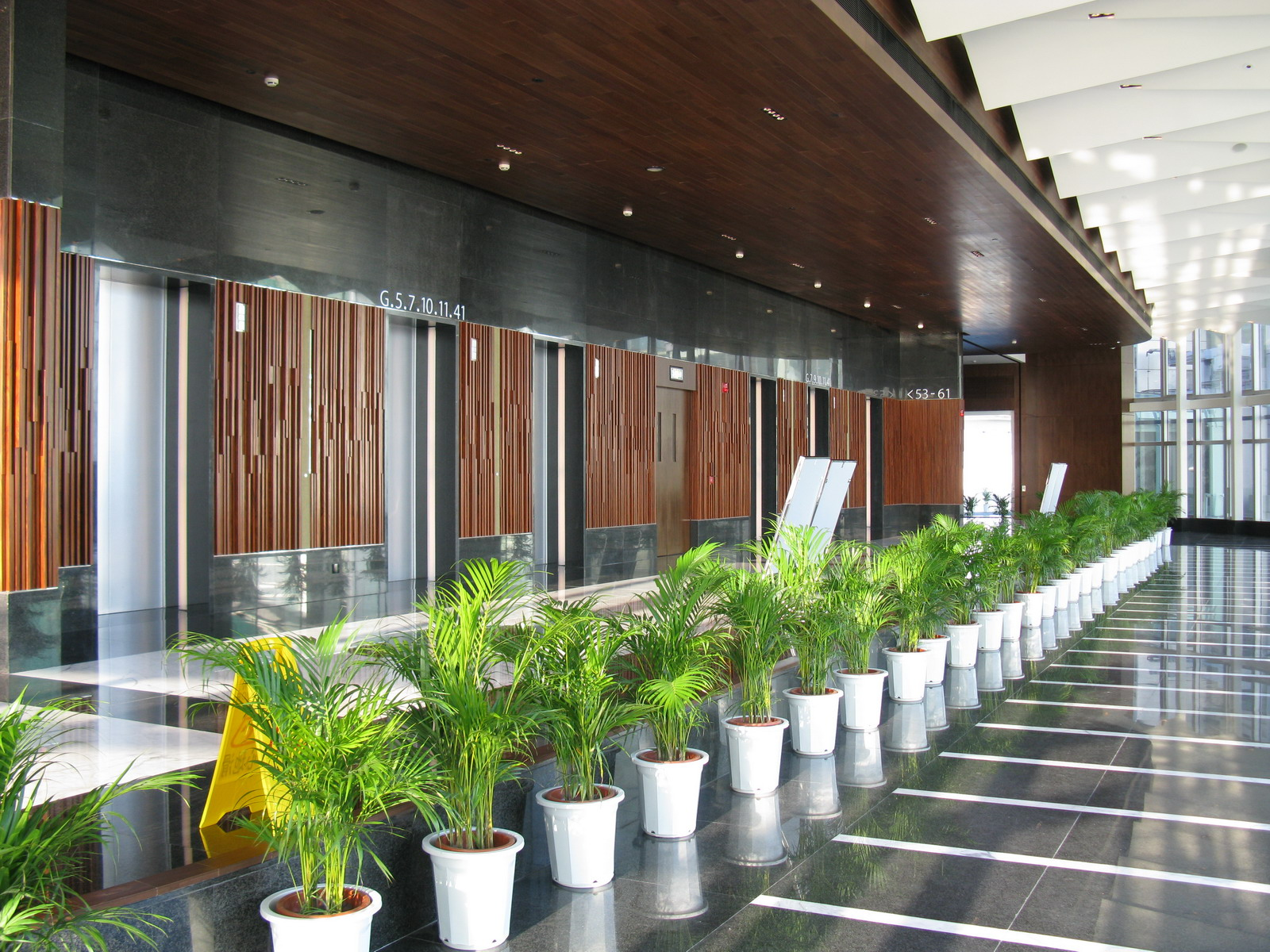
ホテル階のスカイロビー
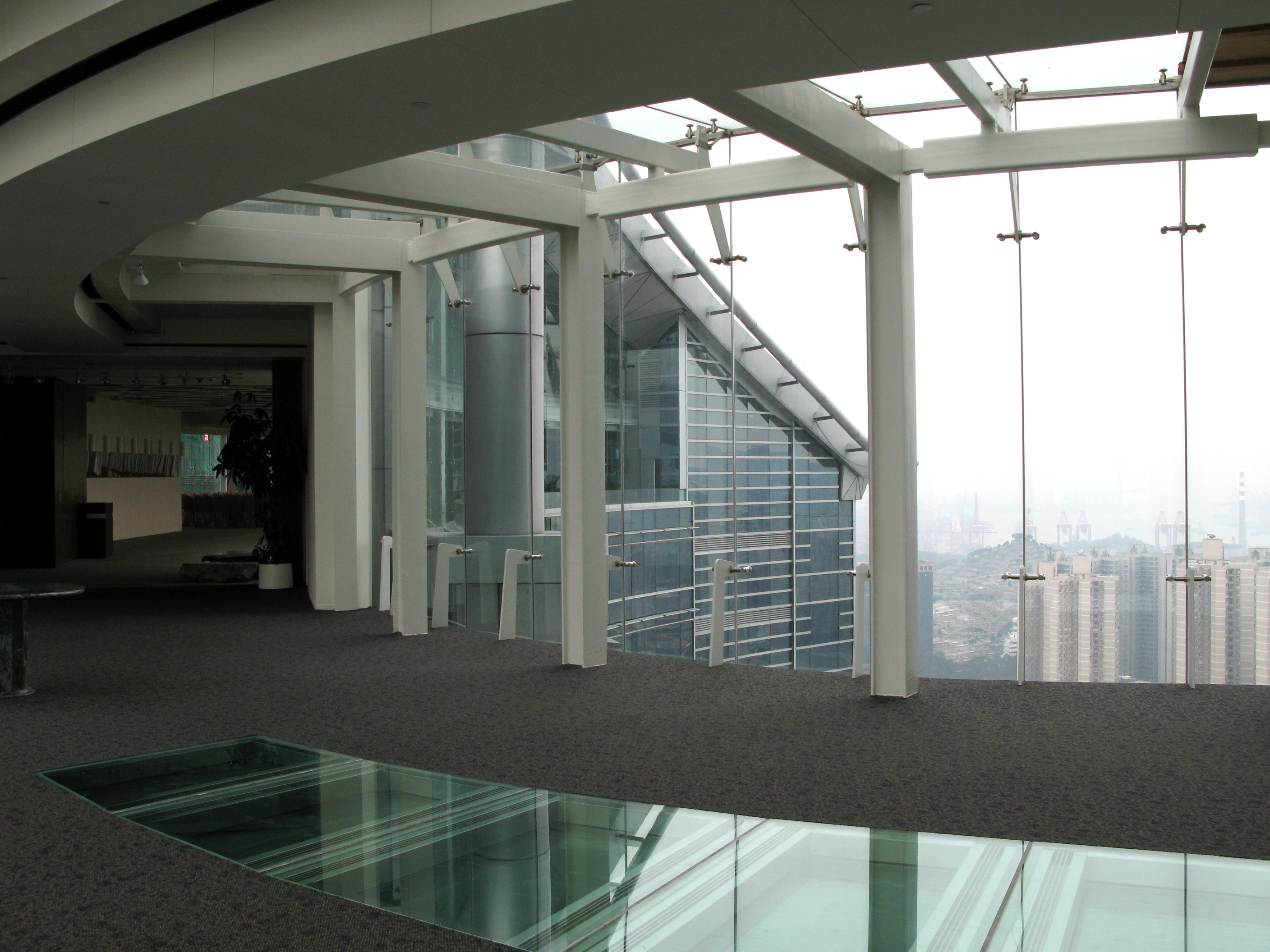
空中回廊
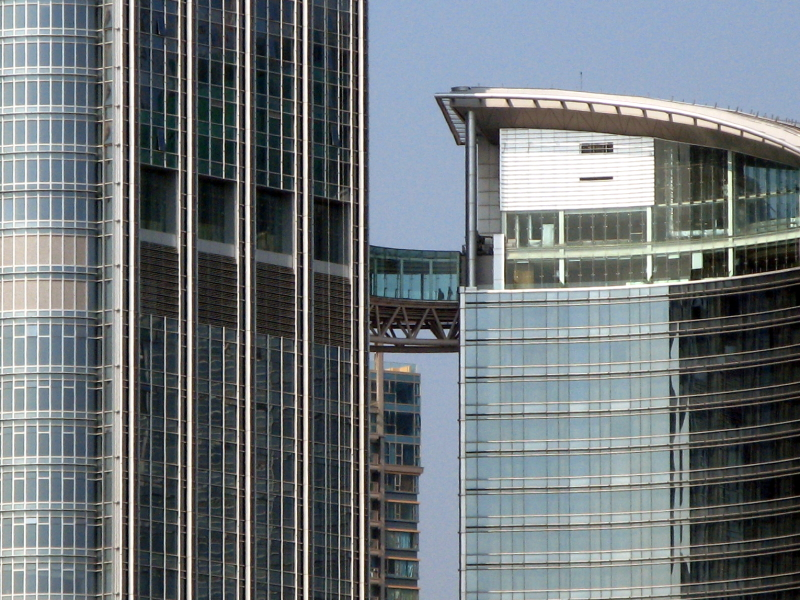
空中回廊遠望